# Роберт Каббас
Роберт Каббас (англ. Robert Kabbas, 15 березня 1955) — австралійський важкоатлет.
Срібний призер Олімпійських Ігор 1984 року в напівважкій вазі, учасник 1976, 1980 років.
Переможець Ігор Співдружності 1978 (напівважка вага), 1982 (середня важка вага) років, срібний призер 1986 року в напівважкій вазі.